# Реджо Калабрия (футбольный клуб)
«Реджина» (итал. Associazione Sportiva Reggina 1914) — итальянский футбольный клуб из города Реджо-ди-Калабрия. Основан в 1914 году, выступает в Серии D — четвёртой по значимости лиге Италии. Домашний стадион — «Оресте Гранилло», вмещающий более 27 тысяч зрителей.
Наивысшим результатом команды является 10-е место в Серии A в сезоне 2004/05. В сезоне 2006/07 «Реджина» могла занять 8-е место, но после снятия 11 очков команда завершила сезон на 14-й строчке в итоговой таблице.
В 2015 и 2023 годах проходил через процедуру банкротства и переводился в низшие дивизионы.

## История

### Первые годы
История команды начинается с 11 января 1914 года, когда был основан Спортивный союз Реджо-ди-Калабрии (итал. Unione Sportiva Reggio Calabria). Первоначально в нём состоял 61 человек. Каждый из участников объединения взял на себя обязательство ежегодно вносить в общий фонд плату в размере 15 фунтов с человека. На тот момент в клубе одним из главных видов спорта являлся футбол. Однако для занятий этим видом спорта не было подходящих условий: в футбол играли на глиняном поле (сейчас там располагается главная больница города Ospedali Riuniti di Reggio Calabria), а также в районе города под названием Модена. Лишь в 1922 году было начато строительства первого стадиона неподалёку от порта Реджо-ди-Калабрии. Строительство арены было закончено в 1924 году, и она получила название Красный фонарь (итал. Lanterna Rossa).
Между тем, в 1922 году Спортивный союз Реджо-ди-Калабрии вошёл в Итальянскую федерация футбола, а вскоре он получил новое имя — Клуб футбола Реджо-ди-Калабрии. 14 апреля 1924 года состоялось официальное открытие стадиона «Красный фонарь». В этот же день был сыгран матч с «Мессиной», который проходил в рамках второго дивизиона Италии 1923/1924. Встреча окончилась со счётом 3:2 в пользу калабрийского клуба. В октябре 1924 года «Реджина» выиграла региональное первенство по футболу. Кроме того, в команде появилась новая форма: вместо полосатых маек из Флоренции были привезены 15 полностью чёрных комплектов новой формы.

### Серия А
Текущее название было утверждено в 1984 году.
В 1999 году команда впервые вышла в Серию А, в 2001 вновь попала в Серию B, но через год вновь поднялась на уровень выше. В 2003 году она могла вновь попасть в Серию Б, но выиграла в матче за оставление в Серии А. В 2006 году «Реджина» была замешана в скандале, связанном с махинациями и подкупом судей, но осталась в элитном итальянском дивизионе.

## Дерби пролива
Принципиальным соперником «Реджины» является «Мессина». Матчи с участием этих команд получили название «дерби пролива» (итал. Derby dello Stretto), так как регионы Калабрия и Сицилия отделяются Мессинским проливом. Первый матч состоялся в 1924 году, последний — в апреле 2007 года. В данном противостоянии больше побед одержано «Мессиной» (24), у «Реджины» 16 выигранных встреч, а в 29 матчах между этими командами была зафиксирована ничья.

## Количество сезонов по дивизионам
Одинаковые по уровню лиги выделены одним цветом.
| Дивизион | Количество сезонов | Дебют     | Последний сезон |
| -------- | ------------------ | --------- | --------------- |
| A        | 9                  | 1999/2000 | 2008/2009       |
| B        | 22                 | 1965/1966 | 2013/2014       |
| C        | 21                 | 1938/1939 | 1977/1978       |
| C1       | 12                 | 1978/1979 | 1994/1995       |
| IV Серия | 4                  | 1952/1953 | 1955/1956       |
| С2       | 2                  | 1983/1984 | 1985/1986       |

## Главные тренеры
| Сезоны    | Тренеры                                                                                         |
| --------- | ----------------------------------------------------------------------------------------------- |
| 1984—1985 | Клаудио Тобия → Никола Чирикалло → Клаудио Тобия                                                |
| 1985—1986 | Джузеппе Караманно                                                                              |
| 1986—1987 | Альберто Бигон                                                                                  |
| 1987—1989 | Невио Скала                                                                                     |
| 1989—1990 | Бруно Больчи                                                                                    |
| 1990—1991 | Альдо Черантола → Франческо Грациани                                                            |
| 1991—1992 | Альдо Черантола → Джанкарло Ансалони → Габриэле Геретто                                         |
| 1992—1993 | Габриэле Геретто → Джанкарло Ансалони → Энцо Феррари                                            |
| 1993—1994 | Энцо Феррари                                                                                    |
| 1994—1995 | Джулиано Зоратти                                                                                |
| 1995—1996 | Джулиано Зоратти → Франко Гальярди                                                              |
| 1996—1997 | Андреа Буффони → Винченцо Гуэрини                                                               |
| 1997—1998 | Франко Коломба                                                                                  |
| 1998—1999 | Элио Густинетти → Бруно Больчи                                                                  |
| 1999—2002 | Франко Коломба                                                                                  |
| 2002—2003 | Бортоло Мутти → Луиджи Ди Канио                                                                 |
| 2003—2004 | Франко Коломба → Джанкарло Камолезе                                                             |
| 2004—2007 | Вальтер Мадзарри                                                                                |
| 2007—2008 | Массимо Фиккаденти → Ренцо Уливьери → Невио Орланди                                             |
| 2008—2009 | Невио Орланди → Джузеппе Пиллон → Невио Орланди                                                 |
| 2009—2010 | Вальтер Новеллино → Иво Якони → Роберто Бреда                                                   |
| 2010—2011 | Джанлука Атцори                                                                                 |
| 2011—2012 | Роберто Бреда → Анджело Грегуччи → Роберто Бреда                                                |
| 2012—2013 | Давиде Диониги                                                                                  |
| 2013—2014 | Джанлука Атцори → Фабрицио Кастори → Джанлука Атцори → Франко Гаджлиарди и Диего Занин          |
| 2014—2015 | Франческо Коцца → Пьерантонио Торелли и Джузеппе Падовано → Роберто Альберти → Джанкомо Тедеско |
| 2015—2016 | Франческо Коцца                                                                                 |
| 2016—2017 | Карел Земан                                                                                     |
| 2017—2018 | Агенори Мауризи                                                                                 |
| 2018—2019 | Роберто Чеволи → Массимо Драго → Роберто Чеволи                                                 |
| 2019—2020 | Доменико Тоскано                                                                                |
| 2020—2021 | Доменико Тоскано → Марко Барони                                                                 |
| 2021—2022 | Альфредо Альетти                                                                                |